# Ellsworth County
Ellsworth County is een county in de Amerikaanse staat Kansas.
De county heeft een landoppervlakte van 1.854 km² en telt 6.525 inwoners (volkstelling 2000). De hoofdplaats is Ellsworth.